# Valmareno (Follina)
Valmareno (Marén in veneto) è una frazione del comune di Follina, in provincia di Treviso.

## Geografia fisica
L'abitato si trova verso la fine della Vallata, tra Cison di Valmarino e il capoluogo comunale. Sorge sul pianoro posto all'inizio della piccola valle ricca di molte piccole sorgenti di acqua che confluiscono nel torrente Corin il quale nasce nei pressi del passo di Praderadego e sfocia nel Soligo in corrispondenza di Follina.

## Storia
Valmareno, citata già nel 739 in un placito di re Liutprando, lega la sua storia al castello Brandolini, prima con i Caminesi, con la figura di Sofia da Camino in evidenza, sepolta presso l'abbazia di Follina, e successivamente la Serenissima assegnò il feudo al Gattamelata e al capostipite dei Brandolini che riscattò per intero il diritto di possesso. La costruzione, originaria dell'età longobarda, fu successivamente sede del feudo locale, amministrato da varie famiglie signorili, per ultima i Brandolini.
Ebbe una certa importanza strategica, in quanto posta all'inizio della strada per il passo di Praderadego che mette in comunicazione la Vallata alla Valbelluna. Si ipotizza che l'arteria fosse già sfruttata al tempo dei Romani, forse come variante della via Claudia Augusta Altinate.

## Monumenti e luoghi d'interesse, leggende e/o credenze popolari
La chiesa di San Pietro e Paolo, arcipretale, ha una storia antichissima ed è citata per la prima volta nei documenti che riguardano la fondazione dell'abbazia di Follina (1170), quando Sofia di Colfosco la donò al convento. Si sa che nel 1475 era curazia e, sino alla sua definitiva erezione nel 1751, è stata più volte elevata a parrocchia e declassata. L'attuale costruzione è stata ultimata nel XVI secolo, mentre il campanile è del 1848; l'ultima consacrazione risale invece al 1746. All'interno conserva alcune opere di pregio: il dossale ligneo dell'altar maggiore, dei Ghirlanduzzi di Ceneda (XVII secolo), una Madonna col Bambino e santi Pietro e Paolo di Silvestro Arnosti (1603), una Madonna col Bambino e Santi del Frigimelica e il battistero del XVII secolo. L'organo a due tastiere è della ditta Balbiani-Vegezzi-Bossi.
Trovandosi a ridosso delle Prealpi Bellunesi, Valmareno rappresenta anche il punto di partenza per numerose escursioni. Luogo di sicuro interesse dal punto di vista paesaggistico, è il sentiero che collega il castello Brandolini, con la valle del Corin proprio alle sue sorgenti. tale sentiero è denominato "troi de la fontana" per la peculiarità di avere nel suo percorso una canaletta interrata dove un tempo scorreva l'acqua necessaria alle occorrenze del castello, in funzione fino agli inizi degli anni ottanta. La via Claudia Augusta Altinate nel tratto che attraversa la frazione è anch'esso un luogo molto interessante per la presenza di manufatti, se non risalenti al periodo romano di sicuro molto antichi, con il sovrastante cippo degli alpini, e in una posizione più defilata e di sicuro più ardita, il "caregon del Diaul" tradotto “il trono del diavolo”, posto in prossimità dei precipizi più alti del luogo, da cui il sinistro nome.
Tra gli edifici di maggior interesse presenti nella frazione, si segnala la chiesa di S. Lorenzo, primo edificio di culto edificato nel paese, l'adiacente edificio denominato "casa dei Bonfort" dal cognome dei proprietari, fino ad un recentissimo passato. L'edificio posto a nord della chiesa di San Lorenzo e la canonica, edificio tuttora da ristrutturare del 1600.
Nel paese ci sono delle vie così denominate: via Ronche, via Salton, via Peroz, via Solandre, via Corin, via Sabbion, via Brumal, via Biorca, via Madonnetta, via Cal di Mezzo, via degli Alpini (in sost. via Colombera) il nome della via Brumal è legato alla pestilenza che colpì Venezia, sembra infatti che dei commercianti con pochi scrupoli vendettero agli ignari abitanti del borgo dei prodotti contaminati con la conseguente diffusione del morbo, infatti a testimonianza dei fatti esiste un capitello votivo dedicato a San Liberale edificato a suffragio.
Tra le credenze o racconti popolari in voga presso i filò, di sicuro la più importante riguardava la vita del abate di Nervesa Marcantonio Brandolini. Il suo comportamento rivolto alla popolazione,  il terrore che egli seminò nella Valmareno con i suoi armigeri, la tragica fine avvenuta dopo un litigio, nella chiesa di Cison durante una importante funzione, che lo vide contrapporsi agli altri appartenenti alla famiglia Brandolini, al tempo unici rappresentanti della legge, ai quali egli recava scandalo.